# 影丸
『影丸』（かげまる）は、1995年1月にSANKYOが発売した、センター役物の中に忍者が配置されているパチンコ機のシリーズ名。キャッチコピーは「影丸参上」。影丸Ⅰの1機種、セル違いが2種。

## 概要
貯留型の羽根モノタイプ。中央役物の上には2桁表示のドットデジタルセグメントのディスプレイが搭載されており、大当たり時に変動し、表示された数字によって大当たりラウンド数が変化する。同社で同様に２桁表示のドットデジタルセグメントのディスプレイを搭載したものとしてパットマン(1996年4月)がある。
中央には忍者の役物がある。忍者の顔の前に上段ステージとしてプラスチックのプレートがあり、足元が下段ステージとなっている。V入賞口は下段ステージの中央に設置されている。上段ステージの忍者の顔の後ろが通路となっており、忍者の背後から下段ステージに落ち、足の間を通ってV入賞口に向かうようになっている。ただし、通常の羽根開閉時は忍者役物の体が左右に振れるため、玉が足の間を通過してもV入賞口に入りにくい。通常時で大当たりするには、玉が忍者役物の背後の通路を通らず、羽根開閉口から直接V入賞口に向かう必要がある。

## スペック
- 影丸Ⅰ
  - 賞球数 6&13
  - 大当たり最高継続 15R
  - 最大貯留 1個

## 演出
通常時にV入賞するとデジタルセグメントが変動し、均等の確率で「22」「33」「44」「66」「77」のどれかが表示される。「33」「77」の場合は大当たりラウンドの最高継続回数が15R、それ以外の数字の場合は最高継続回数が3Rとなる。
大当たり中は常に忍者役物が左右に体を揺らす。また、両肩にある刀を動かし、上段ステージから玉を背後の通路へ誘導する。背後の通路を通過してきた玉は下段ステージの足元の間の奥で1個まで貯留され、貯留解除後は真っ直ぐV入賞口に向かうので高確率で大当たりラウンドが継続する。
同様に足元に玉が1個貯留される同社の羽根モノ機としては、マイティーコングⅠ(1993年2月)がある。
デジタルセグメントが「33」「77」で表示されている大当たりラウンドが終了した場合、次回の大当たりまで羽根開閉時の役物の動きが変化する。大当たり中と同じように両肩の刀が動作して背後の通路に玉が向かいやすくなっている。通常時では足元を通過した玉がV入賞口から逸れるようになっていたが、この場合はV入賞口に向かうようになっている。そのため格段に大当たりしやすくなっており、連荘仕様の羽根モノ機として認知されていた。

## サウンドトラック
- 『ザ・パチンコ・ミュージック・フロム・SANKYO SPECIAL ～愛のパチパチロック～』 キングレコード、1996年2月21日。KICA-1173。
  - BGMが収録されている。